# سنت ژنویو دبوآ، اسون
شهر سنت ژنویو دبوآ، اسون (به فرانسوی: Sainte-Geneviève-des-Bois, Essonne) در شهرستان اسون در ناحیه ایل-دو-فرانس با جمعیت ۳۴٬۰۲۴ نفر در کشور فرانسه واقع شده‌است

## نگارخانه

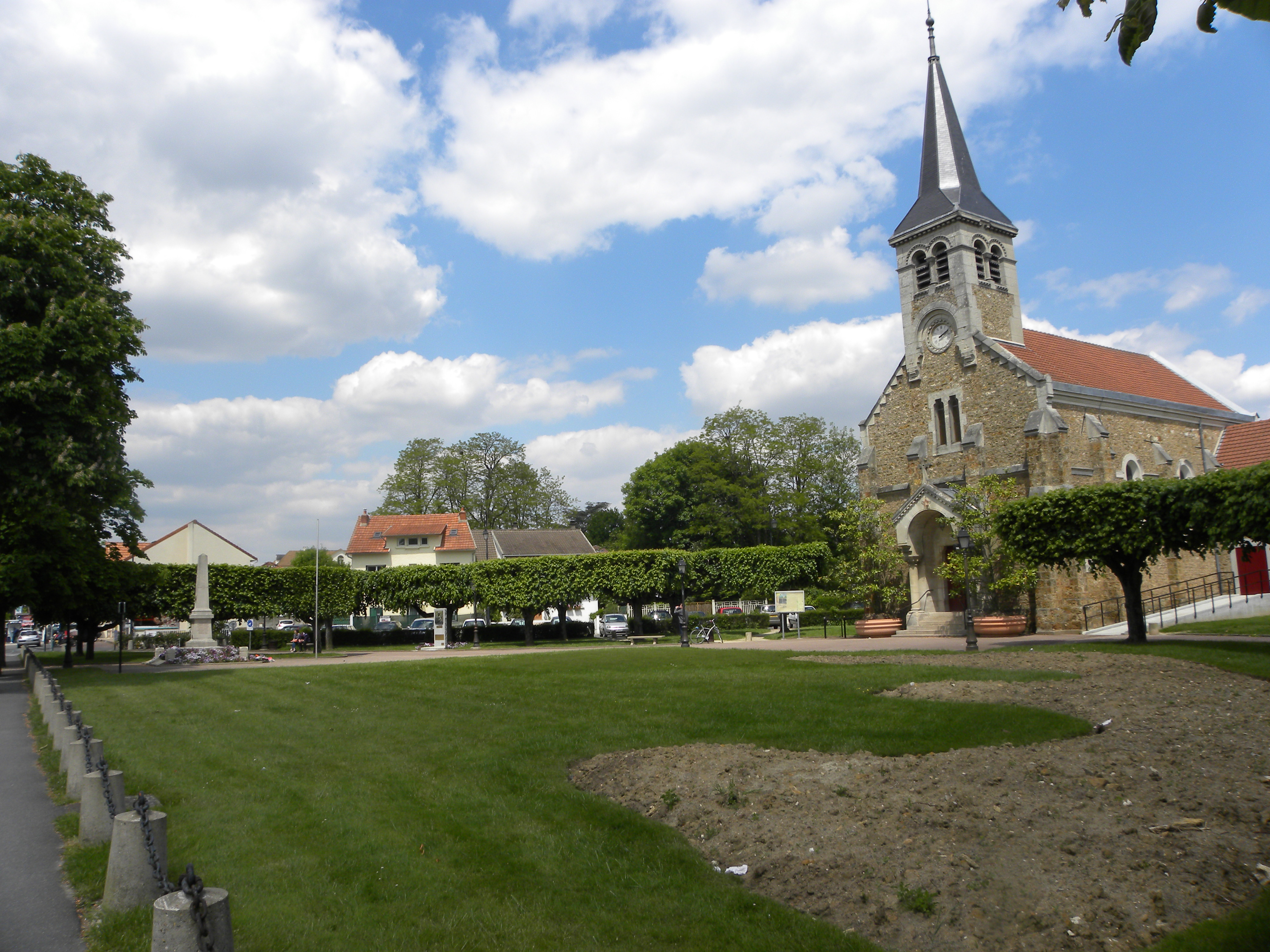
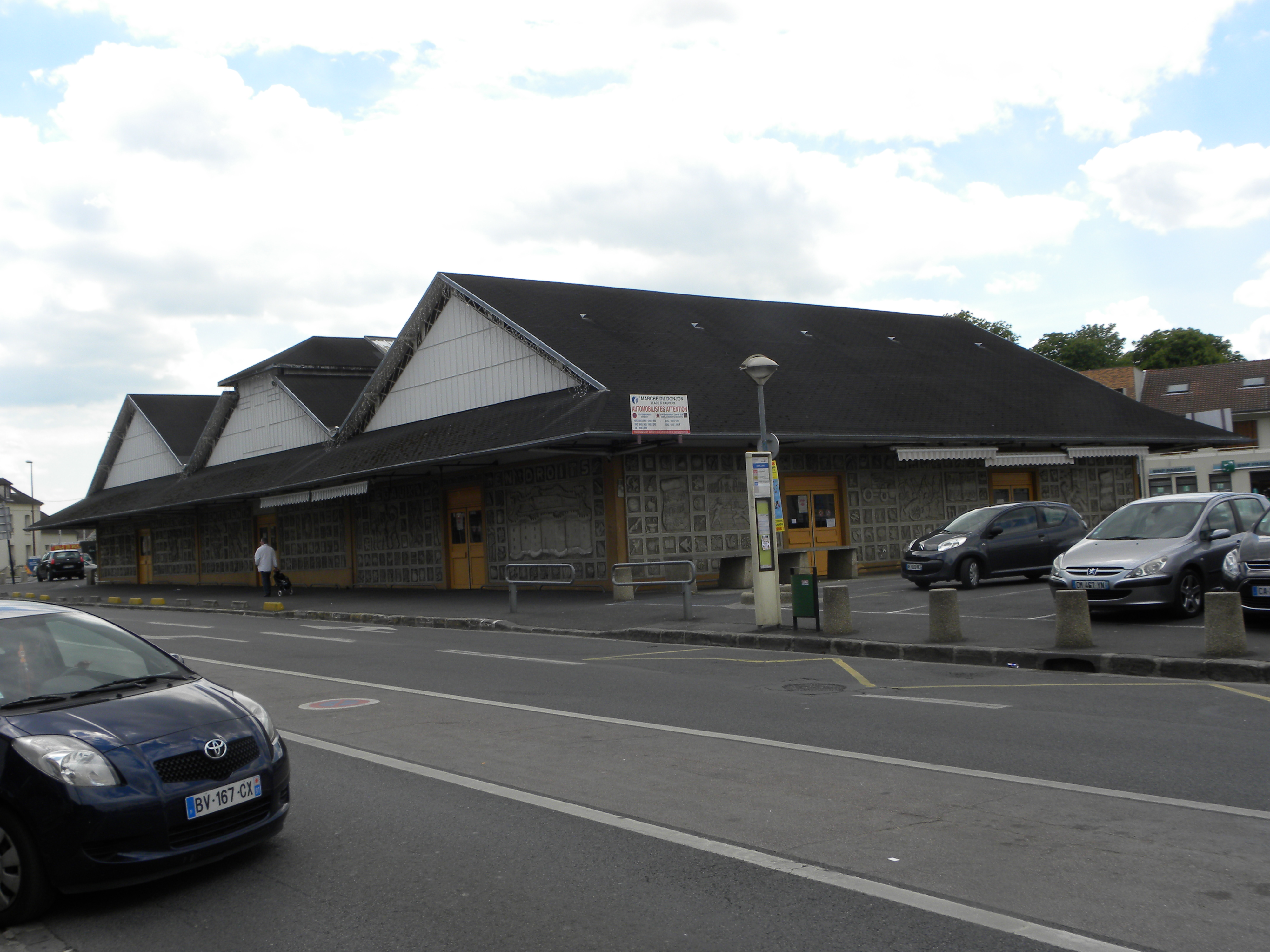
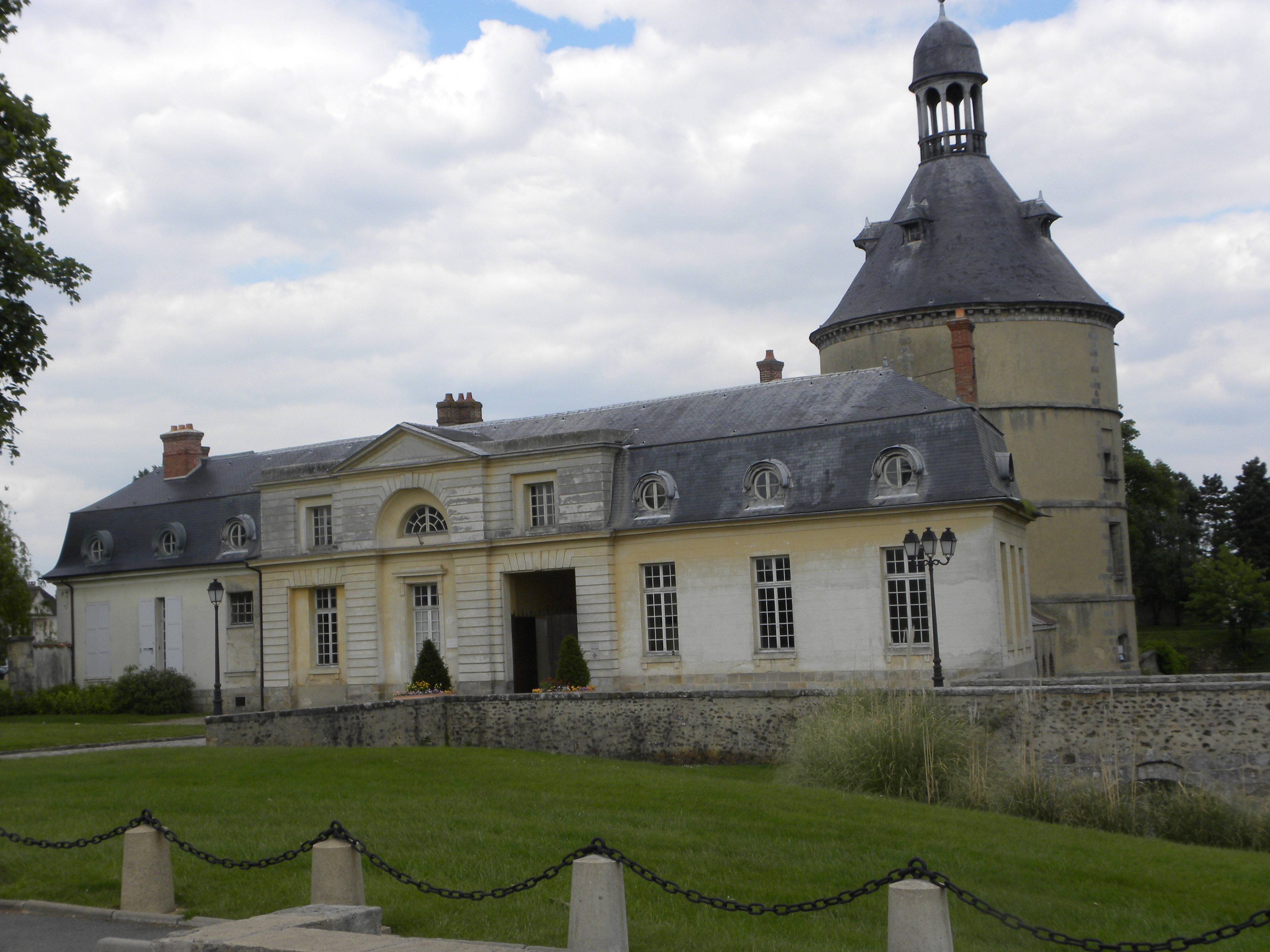
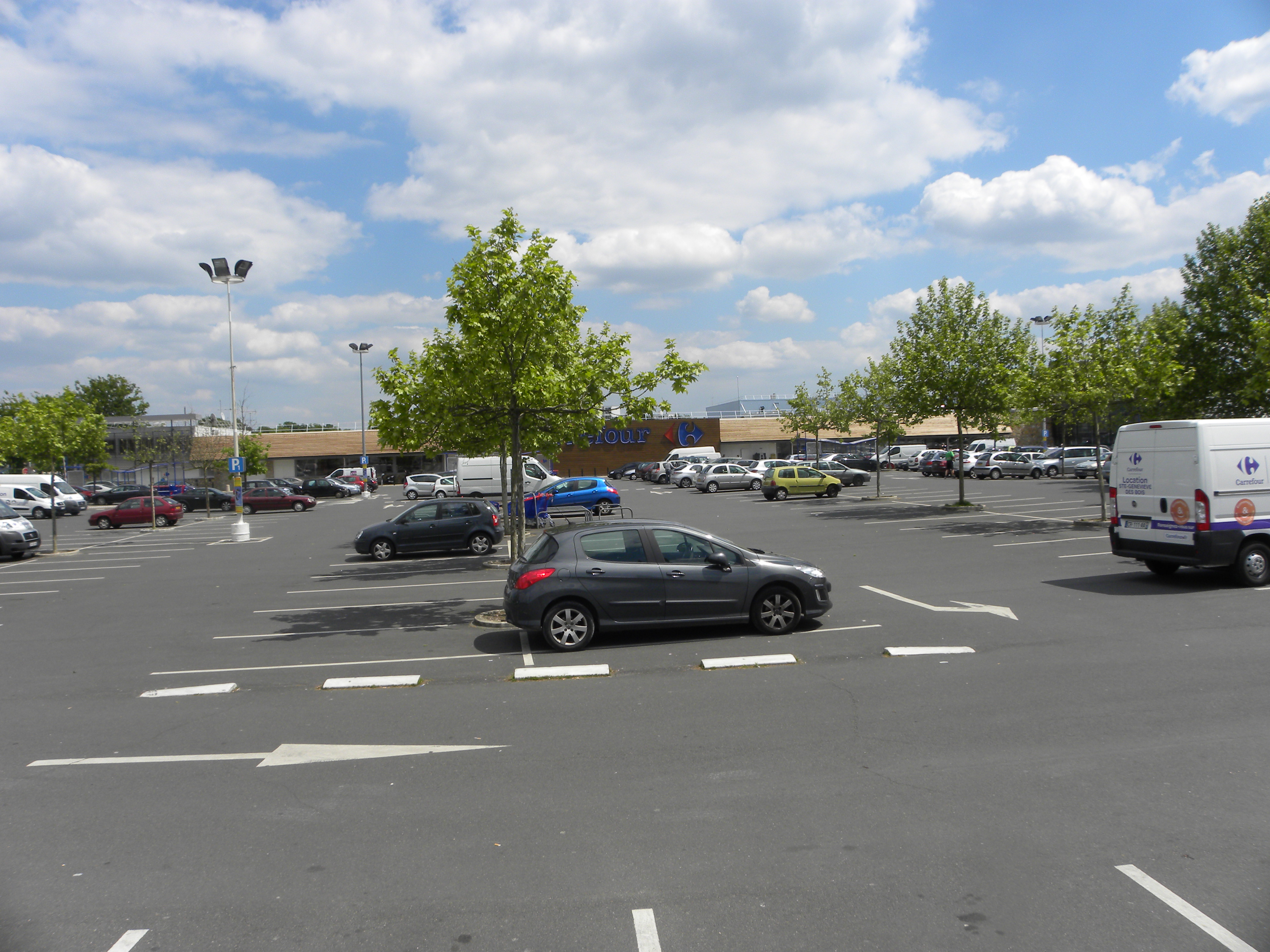